# یواس‌اس پرگرین (ای‌ام-۳۷۳)
یواس‌اس پرگرین (ای‌ام-۳۷۳) (به انگلیسی: USS Peregrine (AM-373)) یک کشتی است که طول آن ۲۲۱ فوت ۳ اینچ (۶۷٫۴۴ متر) می‌باشد. این کشتی در سال ۱۹۴۵ ساخته شد.